# Clusia calimae
Clusia calimae är en tvåhjärtbladig växtart som beskrevs av B. Maguire. Clusia calimae ingår i släktet Clusia och familjen Clusiaceae. Inga underarter finns listade i Catalogue of Life.